# Семёнова, Мария Васильевна
Мари́я Васи́льевна Семёнова (род. 1 ноября 1958, Ленинград) — русская писательница, литературная переводчица. Наиболее известна как автор серии книг «Волкодав». Автор многих исторических произведений, в частности исторической энциклопедии «Мы — славяне!». Одна из основателей поджанра фантастической литературы «славянского фэнтези». Также автор детективных романов.

## Биография

### Начало писательского пути
Мария Семёнова родилась в 1958 году в Ленинграде в семье учёных. Детство прошло в родном городе. Сама Мария сказала, что была малоподвижным ребёнком и увлекалась чтением. Также Мария Семёнова призналась, что ещё до того момента, когда она научилась писать, у неё в голове рождались различные истории, а после обретения этого навыка «фонтан было уже не заткнуть».
Родители хотели, чтобы дочь пошла по их стопам, и не относились к её творчеству серьёзно. В старших классах школы у Марии зародился интерес к событиям, происходившим во времена Древней Руси. Вначале она увлекалась викингами, однако судьба скандинавских мореходов часто пересекалась со славянами, и Мария переключилась на последних.
После окончания школы в 1976 году Мария поступила в Ленинградский институт авиационного приборостроения (ныне — Санкт-Петербургский государственный университет аэрокосмического приборостроения). В 1980 году писательница принесла свою повесть «Хромой кузнец» в издательство «Детская литература», которое пообещало выпустить её в свет. В 1982 году она окончила институт и получила диплом инженера-электрика по специальности «ЭВМ». Окончив институт, Мария десять лет работала в НИИ специалистом по компьютерам. Писательница говорила, что нисколько не жалеет о полученном образовании и о последующей работе.
В 1989 году в издательстве «Детская литература» выходит первая книга «Лебеди улетают».
После того как в 1992 году «Лениздат» выпустил вторую книгу под названием «Пелко и волки», Мария Семёнова решила покончить с работой инженера и устроилась литературным переводчиком в издательство «Северо-Запад» (под псевдонимом Галя Трубицына). Писательница сразу принесла в издательство свои исторические произведения, но на тот момент они не вызвали интереса. Тем не менее в журнале «Уральский следопыт» начали публиковаться её приключенческие повести про викингов: «Сольвейг и мы все» (1992), «С викингами на Свальбард» (1993) и др.
Тогда, чтобы заработать на жизнь, Мария стала переводить книги, содержание которых не представляло для неё большой художественной ценности, и в противовес этому стали появляться её собственные произведения. В то время огромной популярностью пользовалось западное фэнтези, и многие писатели начали брать себе зарубежные псевдонимы и писать в этом стиле.
Мария сама переводила огромное количество книг этого жанра и считала, что их можно охарактеризовать словом «макулатура»:

Тут уже во мне возмутился этнограф: хотите фэнтези — будет вам фэнтези, но почему предпочтение отдаётся уже десять раз съеденному «толкиновскому» бутерброду, а наш богатейший родной материал должен оставаться в загоне?!

## Волкодав

### Роман
Так на свет появился роман «Волкодав». Отвечая на вопрос «как вы пришли к жанру фэнтези», Мария сказала: «Для живших тогда людей было, как говорится, медицинским фактом постоянное присутствие божеств. Но описать Перуна на колеснице, шарахающего молнией в дерево, у меня не хватало решимости. Думала-думала и решила создать такой квазиславянский, квазикельтский, квазигерманский мифологический мир, где всё это может запросто происходить. Так появился „Волкодав“. Говорят, будто это закамуфлированная история древних славян. Нет, это мир сам по себе. Конечно, венны, там действующие, — это несколько приукрашенные и архаизированные славяне…».
На обложке первого варианта издания книги, без ведома Марии Семёновой, была сделана надпись «русский Конан». Тем самым издательство хотело привлечь аудиторию, которая была знакома с известным произведением Говарда.
Специально для того, чтобы правдоподобнее описать сцены рукопашного боя, Мария Семёнова несколько лет серьёзно занималась айкидо. Однажды ей пришлось применить полученные навыки на улице: милиционер, одетый в штатское, без объяснений подбежал к писательнице сзади и попытался прижать к стене. В итоге он оказался на земле, и вскоре на шум пришли другие работники правоохранительных органов, которые разобрались в ситуации.
Также для точного освещения темы колдовства писательница ходила в школу экстрасенсов. Мария Семёнова рассказывала, что много лет плавала в море, и поэтому в её произведениях часто встречаются битвы на кораблях. Ещё одно увлечение писательницы — верховая езда.
Изначально Волкодав задумывался как трилогия, но сейчас в серию входят шесть книг: «Волкодав», «Волкодав. Право на поединок», «Волкодав. Истовик-Камень», «Волкодав. Знамение пути», «Волкодав. Самоцветные горы» и «Волкодав. Мир по дороге». Если рассматривать книги не по хронологии их написания и издания, а по развитию сюжета, то правильным будет порядок, при котором книга «Волкодав. Истовик-Камень» стоит на первом месте, а «Волкодав. Мир по дороге» — на втором. Существуют также и другие произведения, где действие происходит в «мире Волкодава», но большинство из них написано другими авторами, и Мария Семёнова не имеет к ним никакого отношения.

### Экранизация
Роман был экранизирован: широкий прокат фильма «Волкодав из рода Серых Псов» в России начался 28 декабря 2006 года, и к 8 января 2007 года кинокартина собрала в прокате СНГ 17,1 млн $ на 652 копиях, став одним из самых кассовых фильмов за всю историю российского проката. Также по мотивам книг был создан сериал «Молодой Волкодав». Мария Семёнова осталась недовольна результатом обеих картин:

«Понимаете, фильм — это личное творческое произведение режиссёра Николая Лебедева. Там поменяй три-четыре имени, отчества и фамилии, и я бы в жизни не догадалась, что это по моей книге снимали. Я, честно говоря, не знаю, почему Николаю так понадобилось поступить. Книгу-то я писала, чтобы она как можно больше отличалась от этих усреднённых и инкубаторских сказочных боевичков, которые пекут на Западе. Там должна была мощно прослеживаться славянская тематика… В книге должен был показан менталитет эпохи. И почему-то ту книгу, которая в некоторой степени была написана как протест против этнического и познавательного безличия, понадобилось со всех сторон кастрировать».

Единственное, что понравилось автору романа, — это выбор актёра на главную роль, которую сыграл Александр Бухаров.

## Другие произведения

### Исторические произведения
После того как в 1995 году «Азбука» выпустила роман «Волкодав», он завоевал интерес читателей, и на этой волне успеха вышли другие произведения Марии, которые были написаны раньше, но до этого момента не смогли добиться благосклонности издательств: «Валькирия», «Лебединая дорога», «Два короля», «Викинги», «Поединок со Змеем» и другие.
«Валькирия» была издана в 1995 году. Главная героиня произведения — Зима Желановна, славянская девушка, покинувшая дом ради любви и воинской жизни и получившая за отвагу прозвище Валькирия. Мария Семёнова определила её характер следующим образом: «Меня в данном случае интересовало, что получится с девушкой, которая ну никак не вписывается в рамки, предлагаемые ей родовым строем. Она бесконечно комплексует, ощущает себя белой вороной, но и переломить себя не может. Спрашивается в задачнике: куда она пойдёт и что будет делать?.. И чем всё может закончиться? Я просто до некоторой степени облегчила ей жизнь, сделав её богатыршей, охотницей, личностью сильной (в том числе физически) и смелой — чтобы не погибла за первым же углом».
В 1997 году были изданы «Волкодав: Право на поединок» и популярная энциклопедия «Мы — славяне!», которая впоследствии переиздавалась под названием «Быт и верования древних славян». Последняя создавалась параллельно с «Волкодавом», и по словам Марии Семёновой, если бы не было первой, то не появилась бы и вторая. Сам автор считает эту книгу главной в своём творчестве: «Меняется литературная мода, меняются предпочтения, но эта популярная энциклопедия действительно позволяет считать, что не зря небо копчу… Ведь нам всё время внушают, будто „о древних славянах практически ничего не известно“. В любом учебнике эту фразу прочитать можно! А ведь учёные просидели в своих раскопках столько, сколько обычные люди вообще не живут! И есть результаты этого сидения, всё добыто, всё записано и хранится на полках Публичной библиотеки!!! До каких же, думаю, пор при таком-то богатстве нам будет „практически ничего не известно“? Вот я и проработала отчёты учёных, а потом попыталась изложить добытую информацию нормальным человеческим языком…».
В 1998 году был издан исторический роман «Меч мёртвых», который Мария Семёнова написала в соавторстве с Андреем Константиновым. Произведение также было известно под названием «Знак Сокола». Мария Семёнова: «Если бы я писала эту книгу одна, то, конечно, сделала бы всё по-другому… Но Андрею понадобилось непременно устраивать детектив с какими-то страстями политико-бандитского свойства. …Вообще, у этой книги судьба несчастливая — редакторы, не считаясь с моим мнением, настолько искалечили текст, что я даже отказалась от авторских экземпляров. Никому ни одной книги не подарила».

### «Те же и Скунс»
В 1997 году была издана книга «Те же и Скунс», которую Мария Семёнова написала в соавторстве с Е. Милковой и В. Воскобойниковым. Произведение отнесли к детективному жанру, но сама автор называет его «современной, нежной, щемящей, акварельно-трогательной сказкой». «Те же и Скунс» стал результатом желания «слегка похулиганить, а потом и всерьёз поработать на современную тему».
В 1999 году вышло продолжение книги «Те же и Скунс»: «Те же и Скунс 2» (В соавторстве с В. Воскобойниковым и Ф. Разумовским).

### Кудеяр
Действие романа происходит в основном в Санкт-Петербурге. Главный герой — подполковник Иван Скудин по прозвищу Кудеяр. Несколько разных сюжетных линий, описывающих героев самых разных эпох и социальных слоёв, пересекутся в самом конце, где герои книги спасают мир.

### Братья
Действие романа развивается в мире «Волкодава», но гораздо раньше.
«Прошло семь лет после Беды — вселенской катастрофы, погрузившей весь мир в бесконечную зиму. От могущественной империи, угодившей под удар кометы, уцелела только периферия и независимые племена вдоль внешних границ. В одном из этих племен, в нищей лесной деревне, подрастает маленький царевич, чудом спасенный в момент Беды. Родительский сын становится его старшим братом, лучшим другом, защитником и героем. Однако трагические обстоятельства разлучают мальчишек. Родной сын насильственно уведен из семьи. Маленький царевич решает посвятить свою жизнь поискам и возвращению пропавшего. Но не все так просто! Уведенный — добрый домашний паренек с наклонностями „наседки“ — попадает в своего рода школу, где умный и харизматичный учитель принимается лепить из него тайного воина — изощренного убийцу».

### Сборники
В 2007 году был издан сборник «Родная душа: Рассказы о собаках», в который вошли рассказы известных кинологов, а также новеллы Марии Семёновой «Непокобелимый Чейз». Один из главных героев книги Чейз — собака Марии Семёновой, помесь ротвейлера и мастино.
В 2009 году был издан сборник «Полжизни за коня».

## Интересы
Среди многочисленных интересов писателя можно попытаться назвать:
- История Руси
- Восточные единоборства
- Конный спорт
- Походы под парусом
- Собаководство

В одном из интервью Мария Семёнова немного рассказала о своих литературных предпочтениях: «Мне всегда нравилась история, нравилось читать исторические произведения — чтобы там обязательно были приключения, исторический антураж и желательно, чтобы всё хорошо кончалось. Вальтер Скотт, романы Фенимора Купера про индейцев… Вот Дюма никогда не нравился. В особенности „Три мушкетёра“, от которых все кипятком писают. Д’Артаньян нанизывает на свою шпагу несчастных гвардейцев как фрикадельки на вилку. Они — пешки в его подвигах, мишени в тире. А ведь у каждого из них — семья, дети, любовницы. Это тоже люди со своей жизнью, со своими заморочками, их же пачками кладут налево и направо. Я этого понять никогда не могла». Также писательница говорила, что её любимый автор — Джеймс Хэрриот.

## Жанр «Славянское фэнтези»
Не знаю, понимает ли [читатель], но воспринимать фэнтэзи с лешими и домовыми для русского человека определённо приятнее, чем с гоблинами и эльфами западного средневековья. Славянское фэнтэзи только начинается, но уже популярно. Пусть даже у авторов не всегда всё получается. Читаешь, что Перун исключительно княжеский бог, и книга из рук падает. Появится традиция — неточности станут исчезать. Я сама нахожу у себя ошибки. То сарафан в девятом веке появляется, то… Но все мы растём, все совершенствуемся.

Свой жанр Мария Семёнова определила так: «Жанр моих книг — мечта. Мечта об идеале. Разве может быть скучно мечтать?».

## Общественная позиция
В 2022 году Мария Семёнова поддержала нападение России на Украину.

## Оценки творчества
Премии
| Премия                      | Название                      | Произведение           | Год      |
| --------------------------- | ----------------------------- | ---------------------- | -------- |
| Лучшая детская книга года   |                               | Лебеди улетают         | 1989 год |
| Беляевская премия           | Фантастическая книга          | Волкодав               | 1996 год |
| Аэлита                      | Аэлита                        |                        | 2005 год |
| Мир фантастики «Итоги года» | Лучшее отечественное фэнтези  | Там, где лес не растёт | 2007 год |
| Роскон                      | Фантаст года                  |                        | 2008 год |
| Литературная газета         | За верность Слову и Отечеству |                        | 2013 год |

Отзывы
Елена Перехвальская пишет:

…Мария Семёнова — прекрасный писатель. (Переводчик она, кстати, тоже прекрасный.) Маша пишет так, что веришь в её героев и во всё, что с ними происходит. Все они, будь то пожилой вояка из «Ведуна» или Летучий Мыш из «Волкодава», герои исторических произведений или фэнтези — они все живые.

## Произведения Марии Семёновой в культуре
В современной музыке
- По мотивам повести «Две грозы» группой «Виконт» была написана песня, вышедшая на мини-альбоме «На подступах к небу» в 2009 году.
- По мотивам книги «Волкодав» группа «Мельница» написала одноименную песню.
- По мотивам книги «Валькирия (Тот, кого я всегда жду)» Марина Забродина (гр. bezumnaya greta) написала песню — Тот, кого я всегда жду.
- Также стихи из эпиграфов положил на музыку Александр Коперник (Каин Л.).